# Sisyra
Sisyra is een geslacht van netvleugeligen (Neuroptera) uit de familie van de sponsvliegen (Sisyridae).

## Soorten
- S. afra Kimmins, 1935
- S. amazonica Penny, 1981
- S. amissa Hagen in Berendt, 1856
- S. apicalis Banks, 1908
- S. aquatica Smithers, 1957
- S. ariasi Penny, 1981
- S. arndti Navás, 1925
- S. aurorae Navás, 1933
- S. bakeri Banks, 1913
- S. bella Monserrat, 1981
- S. brunnea Banks, 1909
- S. curvata C.-k. Yang & Gao, 2002
- S. dalii McLachlan, 1866
- S. delicata Smithers, 1957
- S. elongata Penny & Rafael, 1982
- S. esbenpeterseni Handschin, 1935
- S. fasciata Navás, 1930
- S. hainana C.-k. Yang & Gao, 2002
- S. indica Needham, 1909
- S. iridipennis A. Costa, 1884
- S. jutlandica Esben-Petersen, 1915
- S. maculata Monserrat, 1981
- S. mierae Monserrat, 1981
- S. minuta Esben-Petersen, 1935
- S. nervata C.-k. Yang & Gao, 2002
- S. nigra

Sponsgaasvlieg (Retzius, 1783)
- S. nikkoana (Navás, 1910)
- S. nilotica Tjeder, 1957
- S. palmata New, 1984
- S. pallida Meinander, 1978
- S. panama Parfin & Gurney, 1956
- S. producta Tjeder, 1957
- S. punctata Banks, 1909
- S. radialis Navás, 1910
- S. rufistigma Tillyard, 1916
- S. terminalis Curtis, 1854
- S. trilobata Flint, 1966
- S. turneri Tillyard, 1916
- S. vicaria (Walker, 1853)
- S. yunana C.-k. Yang, 1986